# Especially for You
Especially for You is een nummer van de Australische artiesten Kylie Minogue en Jason Donovan. Het nummer werd geschreven en geproduceerd door Mike Stock, Matt Aitken, Pete Waterman. In november 1989 werd het uitgebracht als tweede single voor het album Ten Good Reasons van Donovan.
Minogue en Donovan hadden samen gespeeld in de Australië televisieserie Neighbours. De twee artiesten wilden het nummer in eerste instantie niet opnemen, omdat het rondgaande geruchten over een relatie buiten de serie om alleen maar zou bevestigen. Especially for You had in diverse landen succes in de hitlijsten. Zo stond het op nummer één in Ierland en het Verenigd Koninkrijk, op twee in Australië, Nieuw-Zeeland, Portugal en Zwitserland, en op drie in Frankrijk. In de Nederlandse Top 40 behaalde het de zesde plek, waar het twee weken stond.

## Hitnoteringen

### Nederlandse Top 40
| Hitnotering: 01-01-1989 t/m 11-03-1989 | Hitnotering: 01-01-1989 t/m 11-03-1989 | Hitnotering: 01-01-1989 t/m 11-03-1989 | Hitnotering: 01-01-1989 t/m 11-03-1989 | Hitnotering: 01-01-1989 t/m 11-03-1989 | Hitnotering: 01-01-1989 t/m 11-03-1989 | Hitnotering: 01-01-1989 t/m 11-03-1989 | Hitnotering: 01-01-1989 t/m 11-03-1989 | Hitnotering: 01-01-1989 t/m 11-03-1989 | Hitnotering: 01-01-1989 t/m 11-03-1989 | Hitnotering: 01-01-1989 t/m 11-03-1989 | Hitnotering: 01-01-1989 t/m 11-03-1989 |
| Week:                                  | 1                                      | 2                                      | 3                                      | 4                                      | 5                                      | 6                                      | 7                                      | 8                                      | 9                                      | 10                                     |                                        |
| -------------------------------------- | -------------------------------------- | -------------------------------------- | -------------------------------------- | -------------------------------------- | -------------------------------------- | -------------------------------------- | -------------------------------------- | -------------------------------------- | -------------------------------------- | -------------------------------------- | -------------------------------------- |
| Positie:                               | 19                                     | 12                                     | 8                                      | 7                                      | 6                                      | 6                                      | 9                                      | 15                                     | 26                                     | 38                                     | uit                                    |